# Lesoto nos Jogos Olímpicos de Verão de 1980
Lesoto competiu nos Jogos Olímpicos de Verão de 1980 em Moscou, União Soviética.

## Resultados por Evento

### Atletismo
100 m masculino
- Joseph Letseka
  - Eliminatórias — 11.21 (→ não avançou)

200 m masculino
- Joseph Letseka
  - Eliminatórias — 22.31 (→ não avançou)

800 m masculino
- Kenneth Hlasa
  - Eliminatórias — 1:56.1 (→ não avançou)

1.500 m masculino
- Mopeli Molapo
  - Eliminatórias — 3:55.5 (→ não avançou)

10.000 m masculino
- Motlalepula Thabana
  - Eliminatórias — 34:01.5 (→ não avançou)

Maratona masculina
- Vincent Rakabaele
  - Final — 2:23:29 (→ 36º lugar)
- Kenneth Hlasa
  - Final — não terminou (→ sem classificação)